# Halsduk

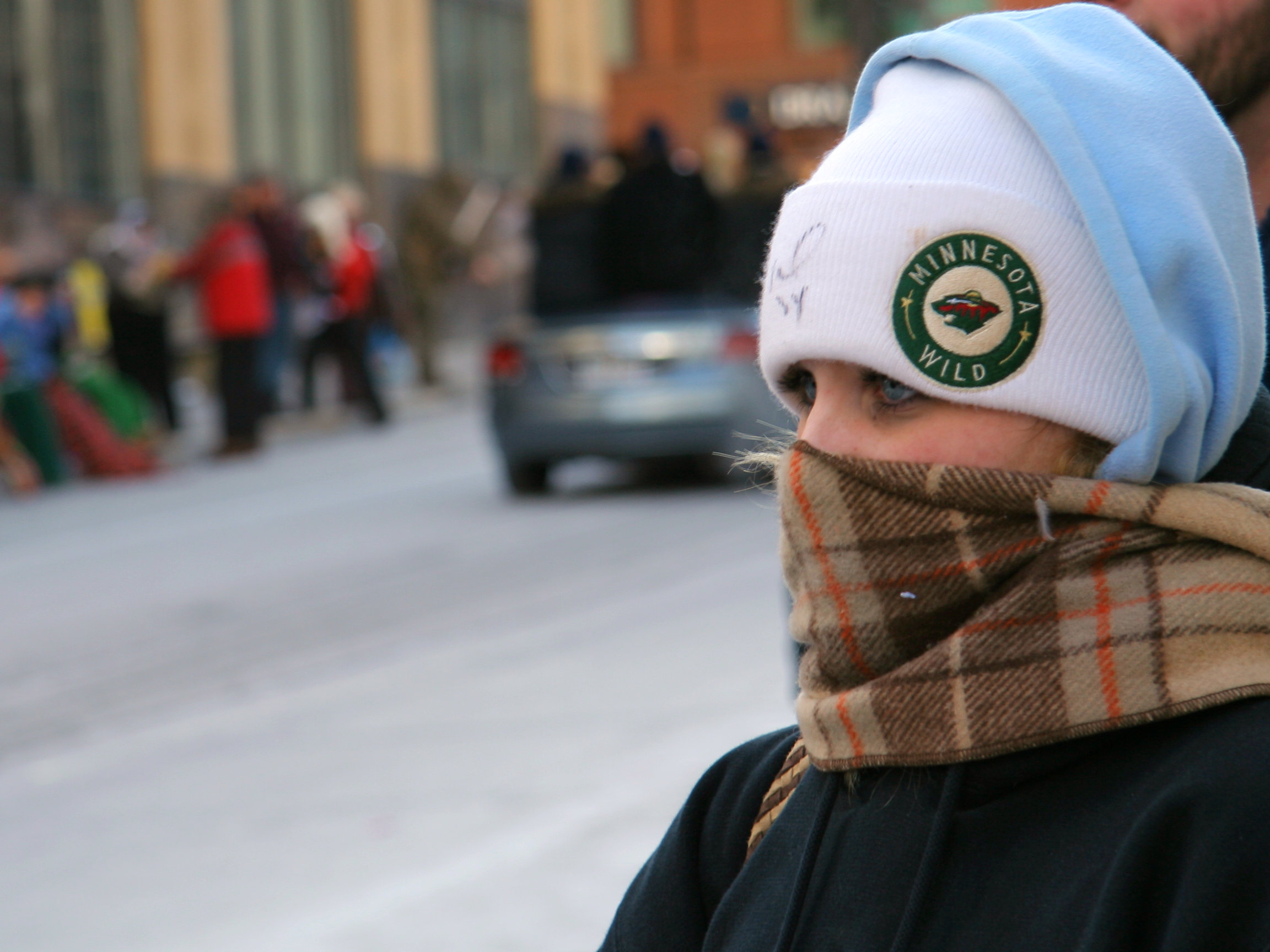
Halsduk som täcker hals och näsa.

Halsduk är ett avlångt klädesplagg av tyg som bärs om halsen till skydd mot kyla.
Det vanligaste materialet idag är syntet men även ylle och siden används. Under första halvan av 1900-talet användes begreppet halsduk ofta även synonymt med kravatt, det vill säga slips och fluga.
Ordet "halsduk" finns belagt i svenska språket sedan andra hälften av 1400-talet.